# Poliopastea hesione
Poliopastea hesione är en fjärilsart som beskrevs av Druce 1888. Poliopastea hesione ingår i släktet Poliopastea och familjen björnspinnare. Inga underarter finns listade i Catalogue of Life.